# Pseudocheilinus hexataenia
Pseudocheilinus hexataenia (Bleeker, 1857) è un pesce d'acqua salata appartenente alla famiglia Labridae.

## Distribuzione e habitat
Proviene dall'oceano Indiano e dall'Pacifico.
Vive nelle barriere coralline spesso associato a coralli del genere Pocillopora, tra 1 e 35 m di profondità, anche se di solito non nuota al di sopra dei 4.

## Descrizione
Presenta un corpo ovale, compresso lateralmente e con la testa dal profilo appuntito. La lunghezza massima registrata è di 10 cm. La colorazione è vivace, formata da striature arancioni su sfondo viola sul corpo e da piccole macchie gialle su sfondo arancione sotto all'occhio. Sul peduncolo caudale è presente una piccola macchia nera.

## Biologia

### Comportamento
Può formare piccoli gruppi.

### Alimentazione
Si nutre soprattutto di crostacei.

### Riproduzione
È oviparo e la fecondazione è esterna; si riproduce al crepuscolo.

## Acquariofilia
A volte può essere trovato negli acquari perché è una specie di piccole dimensioni, molto colorata e non particolarmente aggressiva.